# Lannavaara minneskyrka
Lannavaara minneskyrka, eller Prinsessan Eugenies minneskyrka, är en kyrkobyggnad i Lannavaara i Luleå stift. Den är församlingskyrka i Vittangi församling.

## Kyrkobyggnaden
Kyrkan uppfördes på initiativ av August Lundberg av föreningen Lapska missionens vänner till åminnelse av prinsessan Eugénie. Kyrkan invigdes  på trettondedagen 1934 och förvaltades sedan av Svenska Missionssällskapet till 1954 då den överfördes till en för ändamålet särskilt bildad stiftelse i Lannavaara.
År 1973 genomgick kyrkan en grundlig reparation och ombyggnad. Bland annat togs orgelläktaren bort och ett sammanträdesrum byggdes. Sakristian blev skrudkammare och köket omvandlades till sakristia. Söndagen den 28 oktober 1973 återinvigdes kyrkan av biskop Stig Hellsten.

## Orgel
- Okänt år bygger Grönlunds Orgelbyggeri AB, Gammelstad en mekanisk orgel i kyrkan. Den flyttas senare till Masugnsbyns kyrka.

| Manual        |
| Gedackt 8´    |
| Kvintadena 4' |
| Principal 2'  |

- Den nuvarande orgeln i koret är tillverkad av Grönlunds Orgelbyggeri, Gammelstad och levererad 1973. Orgeln är mekanisk.

| Manual        | Pedal   |
| Gedackt 8´    | Bihängd |
| Rörflöjt 4'   |         |
| Principal 2'  |         |
| Kvinta 1 1/3' |         |